# Dél-Alföld turisztikai régió
A Dél-Alföld turisztikai régió területe megegyezik a Dél-Alföld régióval. Bács-Kiskun, Békés és Csongrád-Csanád vármegyéket foglalja magába, központja Szeged. Turisztikai vonzerejét elsősorban a végtelen alföldi táj, a háborítatlan természet és a városok műemlékei jelentik. Az utóbbi időben a turisták a tanyákra is felfigyeltek, ahol a legendás pusztai romantikát és a természet közelségét élvezhetik.

## Turisztikai nevezetességek
A dél-alföldi turisztikai régió fő látnivalóját elsősorban a végtelen alföldi táj, a háborítatlan természet, a romantikus tanyavilág, a néprajzi emlékek és a városok műemlékei jelentik.

### Épített örökség

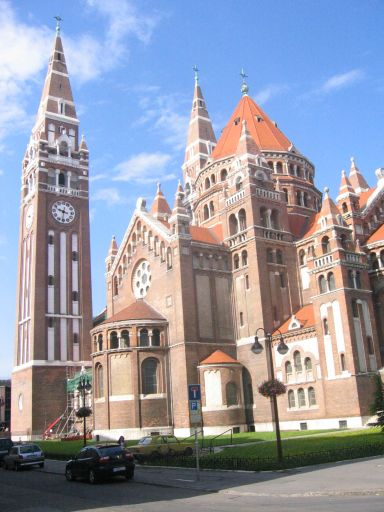
A szegedi dóm

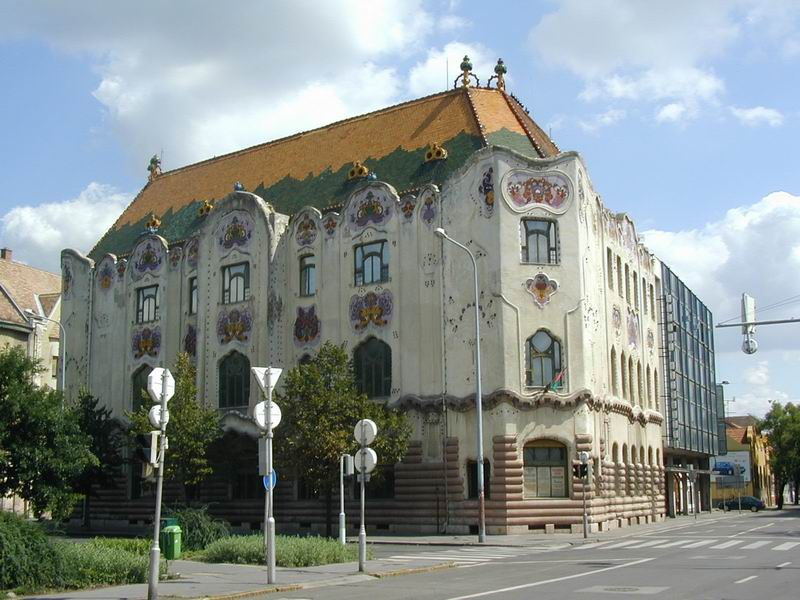
kecskemét – A Márkus Géza által tervezett híres Cifrapalota

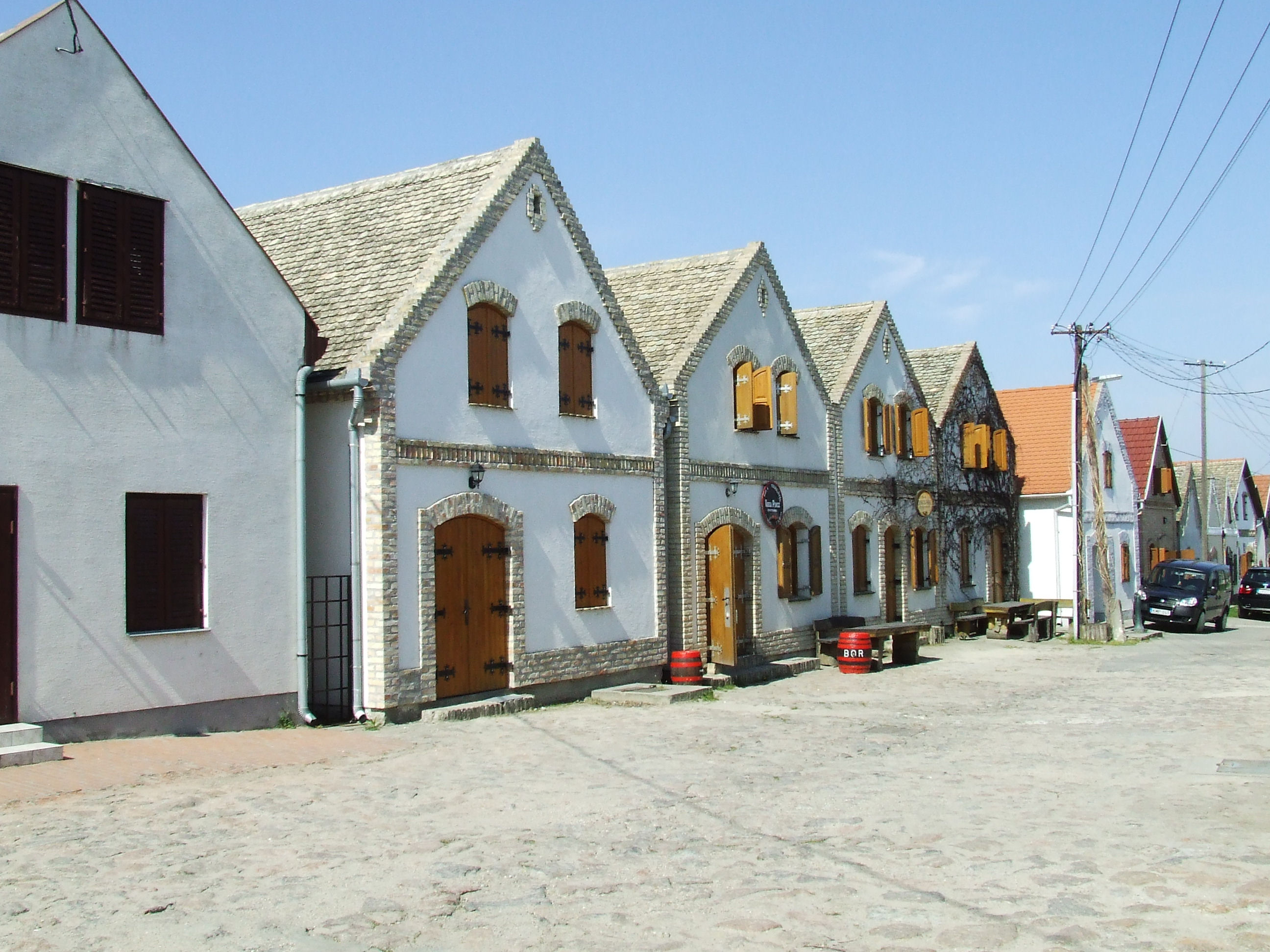
Hajós – Európa legnagyobb összefüggő pincefaluja

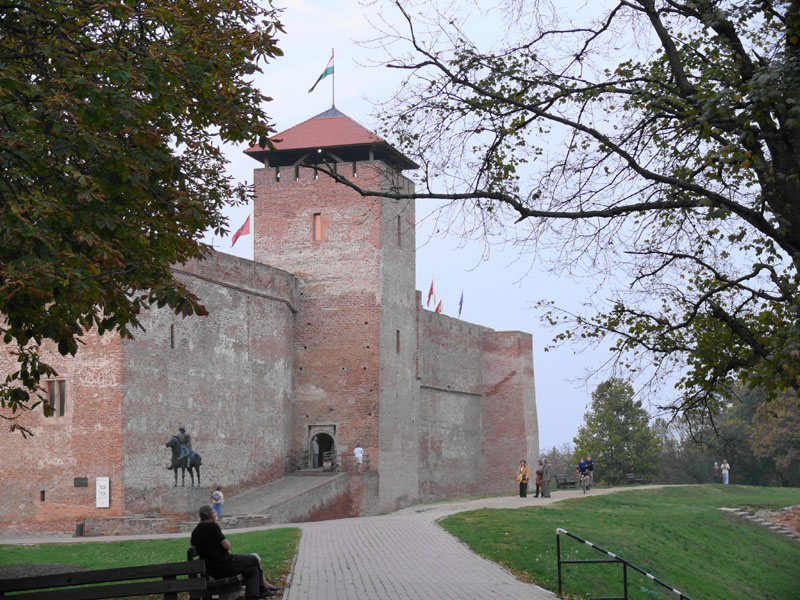
Gyulai vár

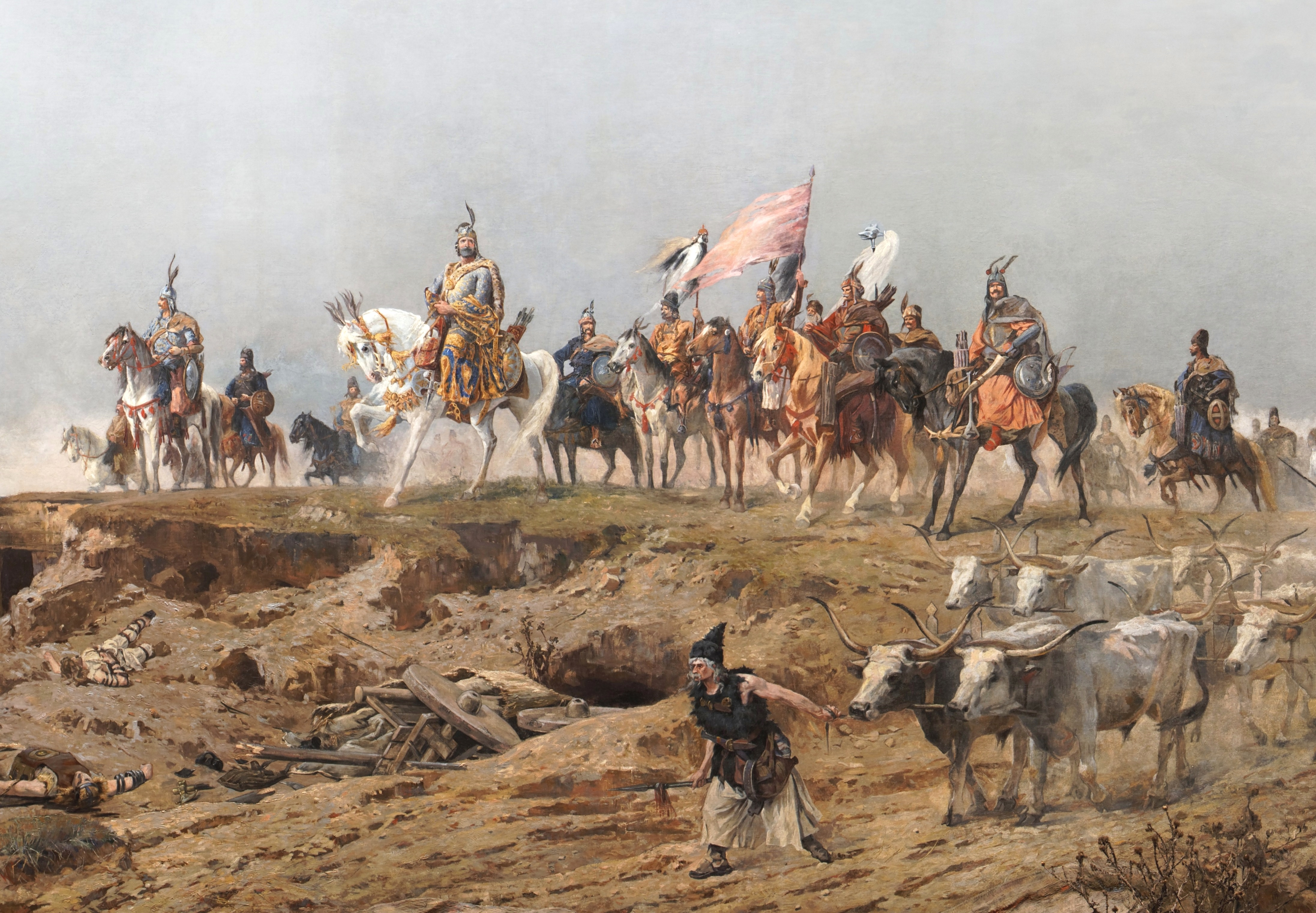
Ópusztaszer – Nemzeti Történeti Emlékpark – Feszty-körkép: A hét vezér

Nevezetességek Bács-Kiskun vármegye településein
Baja
A Duna bal partján, a Mohácsi-szigettel szemben fekszik. Budapesttől 167 kilométerre délre található. Három nagy tájegység, a Duna-ártér, a Kiskunsági homokhátság és a Felső-bácskai löszhát találkozásánál épült. Sokszínű népességgel rendelkező hely kisvárosi hangulattal. Korábbi vásárváros jellegét épületei is tükrözik. Látnivalói: Városháza, ferences templom, Szent Péter és Pál – templom, Zsinagóga, szerb templom. Híres a bajai halászlé.
Hajós
A svábok által egyforma stílusban és magasságúra épített pincék sora lenyűgöző látvány. A Pincefalu szabályos utcákból áll, amelyeket a présházak és az alattuk elhelyezkedő löszbevájt alsópincék alkotnak. Egybefüggően ez a legnagyobb a maga nemében. A kacskaringós utcák, apró présházak hangulata és a messze földön híresen jó borok felejthetetlen élményt nyújtanak az idelátogatónak. Jellemző fajták Cabernet, Kékfrankos, Kadarka, Szürkebarát, Cserszegi Fűszeres. A pincefalu kialakulása egyidős a várossal. Az 1980-as évek óta sok pince át lett alakítva vendégfogadásra alkalmassá, illetve sok ilyen épült újonnan.
Kalocsa
Budapesttől délre, 110 km-re található, a Kalocsai Sárközben, az Alföldön. Bács-Kiskun vármegye nyugati területén fekszik, a Duna bal partja közelében. A fűszerpaprikájáról és csipkéjéről híressé vált helység népművészeti kincsekben bővelkedik (Népművészeti tájház, Magyar Fűszerpaprika Múzeum). Érseki bazilikája impozáns barokk műalkotás. Igen gazdag az Érseki Palota kincstára.
Kecskemét
A nagyvárosok közül Kecskemét fekszik a legközelebb az ország mértani középpontjához, Pusztavacshoz. A Duna-Tisza közén elhelyezkedő város a kedvező helyi adottságoknak köszönheti a létét. Barackpálinka és Kodály-módszer, ami első hallásra a városról az idegennek eszébe juthat. Nevezetességei: Kossuth tér, szecessziós Városháza, Szent Miklós-templom, Cifrapalota, piarista templom és rendház, Evangélikus templom, Magyar Népi Iparművészeti Múzeum, Magyar Naiv Művészek Múzeuma, Szórakaténusz Játékmúzeum. Fotómúzeuma kuriózum Magyarországon. A pálinkagyártással a Zwack Gyümölcspálinka-főzde termeiben ismerkedhetünk meg.
Kiskunfélegyháza
A Bács-Kiskun vármegyei középváros a Duna-Tisza közén található. Jelentős közlekedési csomópont: a városon áthalad az 5-ös számú főút, az M5-ös autópálya. A város Városházája az egyik legszebb szecessziós épület. A Hattyúház nevű épületben Petőfi Sándor lakott gyermekkorában. Családjának fennmaradt tárgyait a Petőfi Múzeum őrzi. A Hattyúháztól pár lépésnyire, ugyanazon utcában Móra Ferenc szülőháza áll, mely ma szintén múzeum. Érdemes ellátogatni a Kiskun Múzeumba is.
Kiskunhalas
Kiskunhalas a Duna-Tisza közén, a Homokhátság legmagasabb részén fekszik. Budapesttől délre 120 km-re, Kecskeméttől 63 km-re dél-délnyugatra. A halasi csipke a település világhírű terméke, ennek különleges alkotásaiba nyújt betekintést a Csipkeház. További látnivalók: Szentháromság tér a kereszttel illetve a Szent Péter és Pál templommal, Zsinagóga, Szélmalom, Torma János Múzeum. Termálfürdőjében az ízületi és gerincbetegségekre hatásos vizet találhatnak a gyógyulni vágyók. A közelben fekszik a Fehér-tó és a Sós-tó.
Lajosmizse
A Kecskemét melletti homokhátság északi részén, az 5-ös és az M5-ös autópálya mellett fekszik. Gasztronómiai élményt jelent felkeresni a települést a Tanyacsárdával – cigányzene, lovaglás és lovasbemutató ismertet meg az Alföld népi kultúrájával. Lajosmizse – Bene különlegessége a Tanyamúzeum.
Nevezetességek Békés vármegye településein
Békéscsaba
Megyeszékhely, Békés vármegye gazdasági-földrajzi központja. A város méltán híres gasztronómiai különlegességeiről és rendezvényeiről, például a hungarikumnak számító csabai kolbászról és az erre alapozott fesztiválról. Nevezetes még a szlovák tájház, az evangélikus nagytemplom, a Munkácsy Mihály Múzeum, a Munkácsy – emlékház, a Meseház és a Gabonamúzeum.
Gyula
kisváros, mely az Alföld délkeleti részén, a Fehér-Körös bal partján, közvetlenül a román határ mellett, Magyarország egyik legmélyebben fekvő területén, 88 méteres tengerszint feletti magasságban, sík vidéken fekszik. Gótikus vára a 15. század óta áll mai helyén. Az ország egyik legszebb romantikus hangulatú fürdője a Várfürdő. Neves még a Százéves cukrászda, az Erkel Ferenc-ház, a Ladics-ház, a Kohán György Múzeum. A város népszerű terméke a gyulai kolbász, melynek történetét a Húsipartörténeti Gyűjtemény ismerteti. Figyelmet érdemel továbbá a Szűz-Mária- kegy- és emléktárgyak Gyűjteménye és a 8 km-re fekvő Tanyamúzeum is.
Szarvas
Békéscsabától 47 kilométerre, a Hármas-Körös holtágának partján található város. A helység idegenforgalmi hírnevét a Szarvasi Arborétum alapozza meg, ahol 86 ha területen mintegy 1600 növény látható. Szarvas ún. szárazmalma egyike a három fennmaradottnak az országban. A Szlovák Parasztházban a helyi szlovák kultúra tárgyait állították ki. A város egy része a Körös–Maros Nemzeti Parkhoz tartozik.
Mezőhegyes
Békés és Csongrád-Csanád vármegye határán, Tótkomlós és Battonya között, a Csanádi-háton elterülő település – a román határ mellett. Mezőhegyes lovas múltjának újjáéledése Csekonics József vérteskapitánynak köszönhető, az ő javaslata alapján II. József itt alapított katonai ménest. A "Császári és Királyi Ménesintézet" alapítólevele 1784. december 20-án született meg, ma a világörökségek várományosa.
Nevezetességek Csongrád-Csanád vármegye településein
Csongrád
A Tisza jobb partján, a Körös torkolata (Köröstorok) felett terül el, három műemléki halászházzal, a Tari László Múzeummal és a Gyógyfürdő és Szabadidőközponttal.
Hódmezővásárhely
Hódmezővásárhely a Tiszántúlon, a Maros-Körös közén fekszik. Az Alföld délkeleti részén, Szegedtől 25 km-re található, a 45-ös és a 47-es számú utak találkozásánál. Az országnak Budapest után második legnagyobb közigazgatási területével rendelkező városa. Népművészete révén vált ismertté a helység, ezt Népművészeti Tájház tárja a közönség elé. Az Alföld képzőművészetét az Alföldi Múzeum alkotásai ábrázolják. Legszebb fazekastárgyait a Csúcsi fazekasházban csodálhatják meg a vendégek. Zsinagógája a szecessziós építészet remeke. A Tornyai János Múzeumban kőkori Vénusz szobrot és archeológiai leletet tekinthetünk meg.
Ópusztaszer
A honfoglalók Zalán bolgár vezér legyőzése után harmincnégy napig együtt maradtak és "azon a helyen a vezér és nemesei elrendezték az országnak minden szokástörvényét...", s "azt a helyet a maguk nyelvén Szerinek nevezték el, mert ott ejtették szerét az ország egész dolgának" (Anonymus). Az Ópusztaszeri Nemzeti Történeti Emlékpark a Feszty körképpel és kiállításokkal, rendezvényekkel emlékezik meg a történelem jeles eseményeire, alakjaira. Fő attrakciója a Rotunda épületében elhelyezett 120 méter hosszú, 15 méter magas és 38 méter átmérőjű panorámakép, melyet Feszty Árpád készített több alkotótárs közreműködésével (1893-1894).
Szeged
A Tisza és Maros találkozási pontján fekvő nagyváros, melyet nem csak a Pick-szalámi és a fűszerpaprika illetve a szegedi halászlé hazájaként ismerünk. Legfőbb nevezetessége a Dóm tér a neoromán stílusú Dómmal, az ország második legnagyobb templomával. Ezen a téren csodálhatók meg nyaranta a Szegedi Szabadtéri Játékok rendezvényei is. További látványosságot ígér még a Széchenyi tér és a Reök-palota.

### Természeti örökség

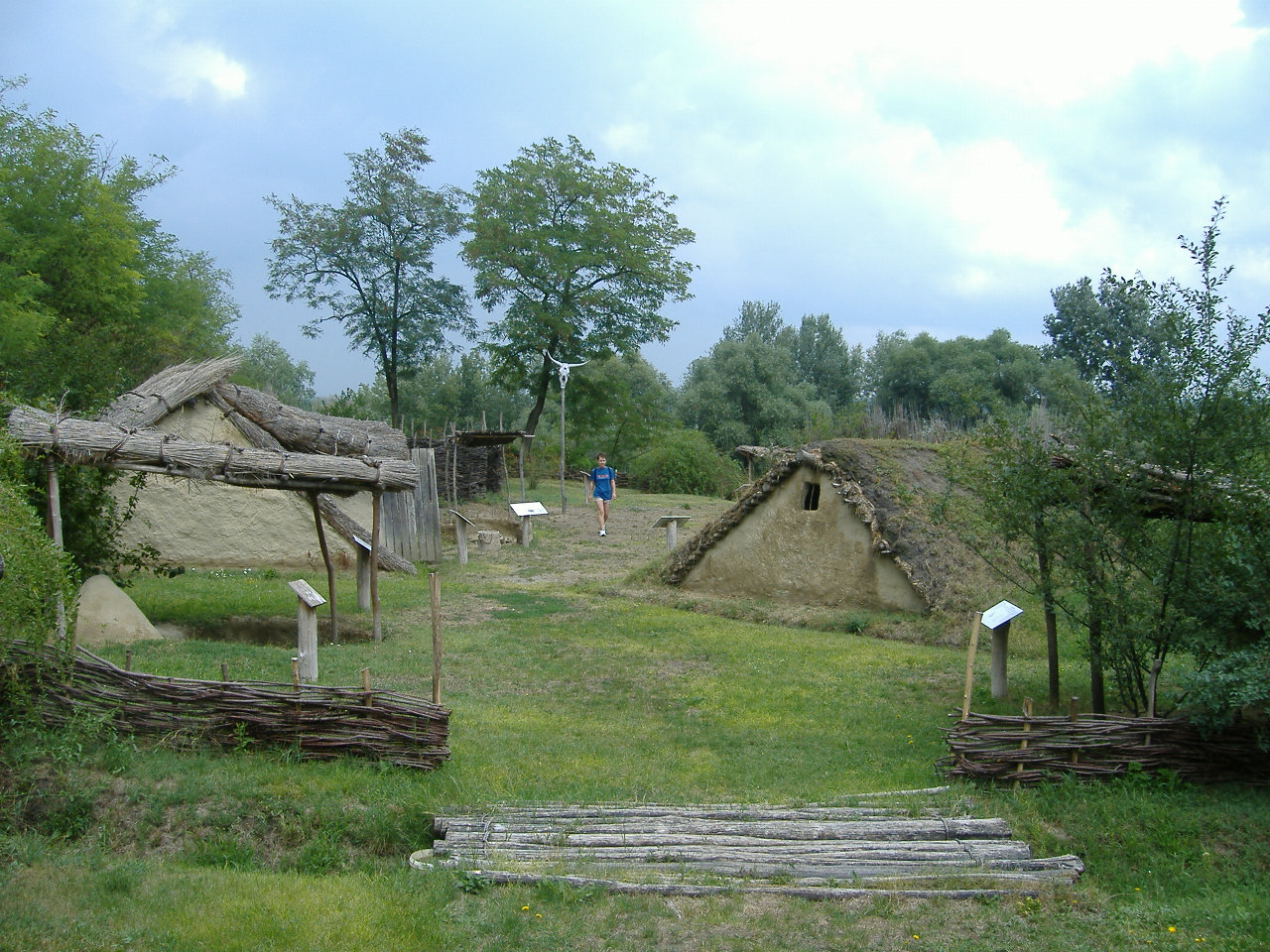
Tiszaalpár – Árpád-kori falu

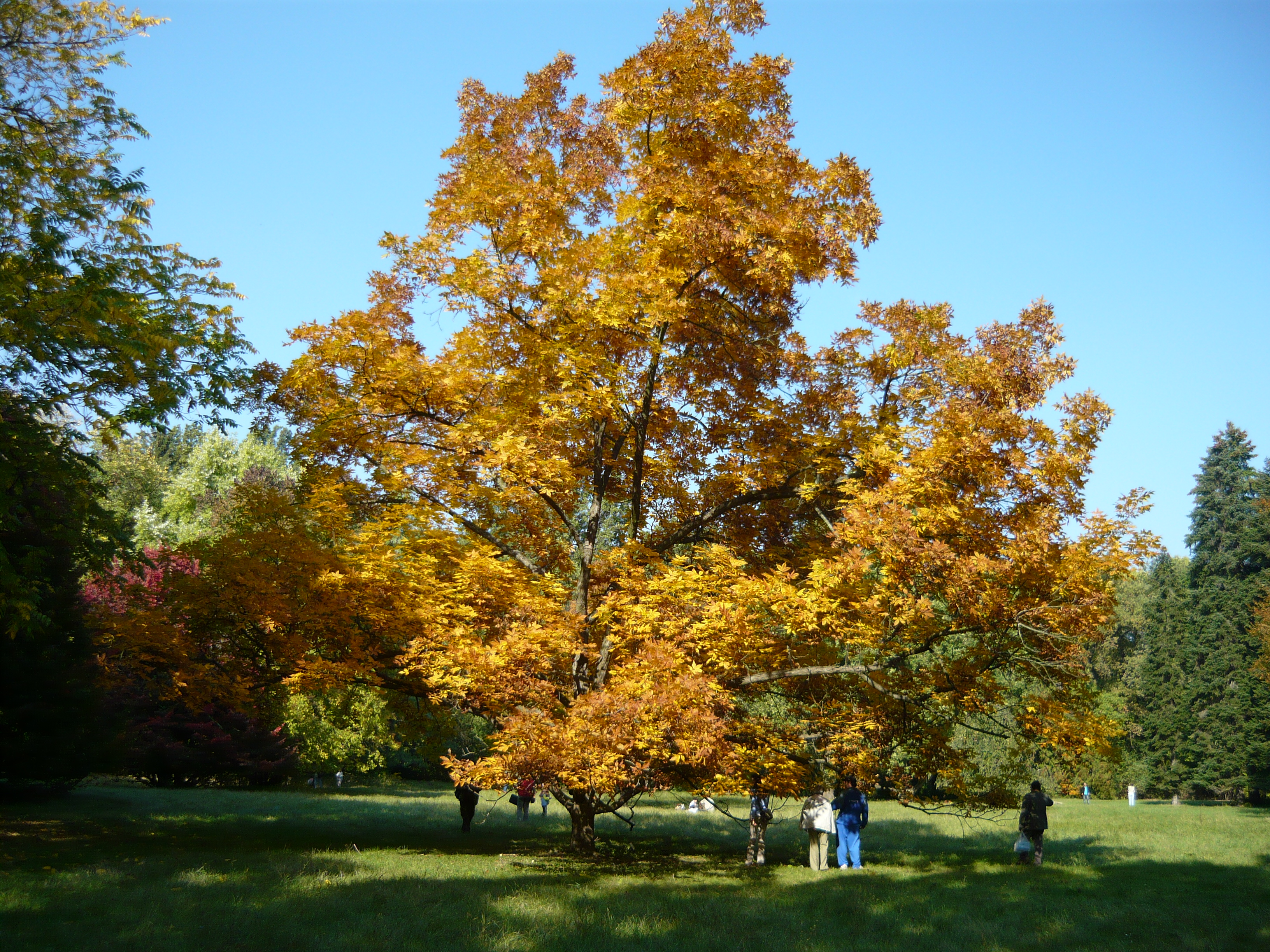
Szarvasi arborétum

#### Körös-Maros Nemzeti Park –
Területe: 50 134 hektár -fokozottan védett 6411 hektár Alapítva: 1997. Fekvése: Alföld – A Körösök, a Maros és a Tisza közt, a dél-alföldi területek egységes természetvédelmi kezelésének feladatát valósítja meg. Igazgatóságának működési területe magába foglalja Békés vármegye területét, Csongrád vármegye Tiszától keletre eső területeit, valamint a Dévaványai-Ecsegi puszták és a Körös-ártér Jász-Nagykun-Szolnok vármegyébe eső részeit. A terület két, egymástól jellegében jól elkülöníthető részre osztható: a Körösvidékre és a Békés-Csanádi löszhátra.
Bemutatóhelyei:
- Bihari Madárvárta:
- Kardoskúti Múzeum: "A Fehér-tó természeti értékei" című kiállítás az ország legértékesebb természetvédelmi területei között szereplő Fehér-tó sófelhalmozódásának, elszikesedésének történetét, környékének régészeti kincseit, természeti szépségeit gyűjti egy kollekcióba.

Tanösvények: Kígyósi tanösvény, Mágor-pusztai tanösvény
Látogatóközpontok: Körösvölgyi Látogatóközpont (Szarvas), Réhenyi Látogatóközpont (Dévaványa – Réhely).
Szarvasi Arborétum Természetvédelmi Terület: a Szarvasi Arborétum részben Szarvas város, részben Békésszentandrás község közigazgatási határában található. Ma öt fás gyűjteményt gondoz 82 hektár területen. Alapítója az olasz származású Bolza család volt, nevét ifj. Bolza József (Pepi gróf) emlékére kapta. A Budapesti Corvinus Egyetem Tájépítészeti Kara felügyeli.

#### Kiskunsági Nemzeti Park–
Területe: 56 761 hektár -fokozottan védett 12 457 hektár. Fekvése: Alföld – Duna-Tisza köze. 9 különálló egységből áll. Az 1974. december 20-án alapított Kiskunsági Nemzeti Park hazánk második nemzeti parkja. Hasonlóan a Hortobágyhoz, ez táj is az ember és a természet sok százéves együttélésének emlékeit őrzi. A nemzeti park értékes területei a Duna-völgy szikes pusztái, tavai, a Duna-Tisza közi homokhátság homokbuckái, homokos pusztái, mocsarai, az Alsó-Tiszavidék holtágai és ártéri erdői, a Bácska homokbuckái és dunavölgyi löszpartjai. Területének kétharmadát az UNESCO Ember és Bioszféra programja 1979-ben bioszféra-rezervátummá nyilvánította. Vizes élőhelyei a Ramsari egyezmény hatálya alá tartoznak és fokozottan védettek. A Kiskunsági Nemzeti Park Igazgatósága Kecskeméten található.
Bemutatóhelyei: 
- Bugacpusztai Pásztormúzeum (Bugacpuszta), – A park leghíresebb látványossága, melyet 1933-ban nyitottak meg. A puszta közepén, kiskunsági szárazmalmok stílusában emelt épület, a kiskunsági pásztorok életébe enged bepillantást. Tradicionális szerszámokat, eszközöket, a terület értékeit tárja látogatói elé. 2005-ben dr. Tóth Károly és Kontra László emlékére (a nemzeti park alapítói) emlékhelyet hoztak létre. A múzeum környékén szürkemarhák, racka juhok, lovak élnek jellegzetes pusztai hangulatot sugallva.
- Árpád-kori falurekonstrukció (Tiszaalpár) – A Millennium apropójából született létesítmény a környéken folyó ásatások eredményeit dolgozza fel, a korabeli településszerkezetet álmodja újra. Láthatók területén a mindennapi élet és a helyi állattartás egyes építményei egyszerű berendezéssel.
- Virágh-kúria Helytörténeti Gyűjtemény (Kunszentmiklós),
- Kiskunsági Madárvárta – Kolon-tó (Izsák),
- Látogatóközpontok: Tisza-völgyi Látogatóközpont (Szatymaz), „Természet Háza” Látogatóközpont (Kecskemét)

## Egészségturizmus (gyógy- és wellnessturizmus)

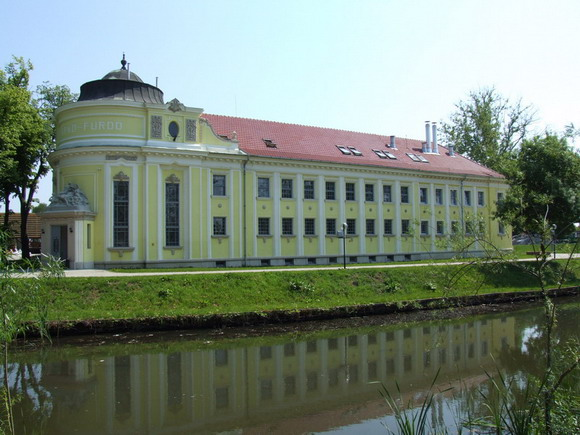
Békés – Az Árpád Fürdő épülete

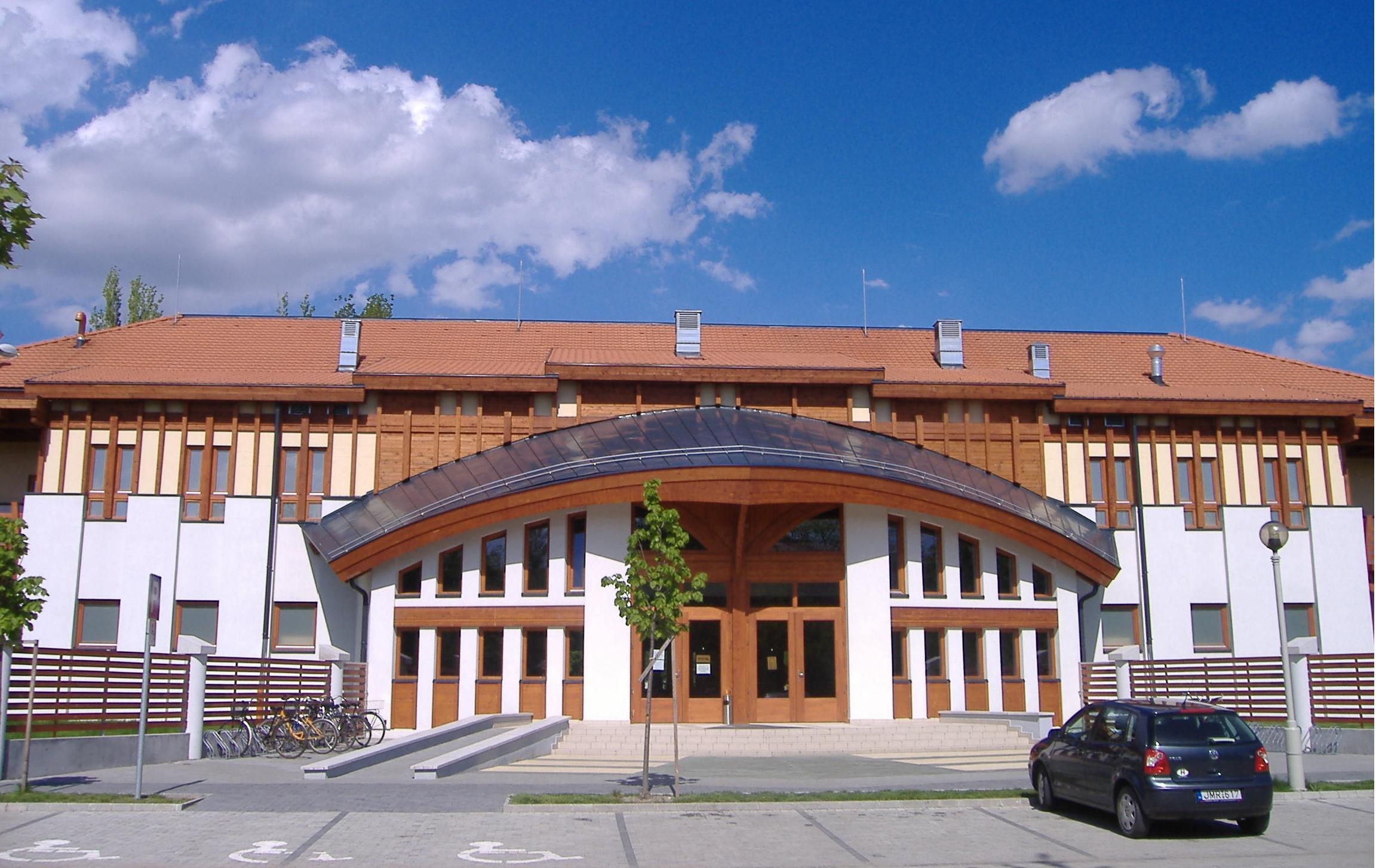
Makó – A Termál- és Gyógyfürdő fogadóépülete

Csongrád-Csanád vármegye gyógyfürdői
- Újszegedi Gyógy- és Termálfürdő – Szeged
- Anna Gyógy-Termál és Élményfürdő – Szeged  Archiválva 2009. március 26-i dátummal a Wayback Machine-ben
- Mórahalmi Gyógyfürdő – Mórahalom
- Makói Termál- és Gyógyfürdő – Makó
- Csongrádi Városi Gyógyfürdő és Strand – Csongrád
- Cserkeszőlő Gyógy- és Strandfürdő – Cserkeszőlő  Archiválva 2009. április 29-i dátummal a Wayback Machine-ben
- Szentesi Gyógyfürdő és Nappali Kórház – Szentes

Bács-Kiskun vármegye gyógyfürdői
- Jona Thermál Gyógyfürdő – Kiskunmajsa
- Kiskunfélegyháza Városi Strand és Uszoda – Kiskunfélegyháza  Archiválva 2009. július 22-i dátummal a Wayback Machine-ben
- Csajda Uszoda és Gyógyfürdő- Kalocsa

Békés vármegye gyógyfürdői
- Árpád Gyógy- és Strandfürdő – Békéscsaba [halott link]
- Gyulai Várfürdő
- Nagyszénási Parkfürdő
- Szarvasi Gyógyfürdő – Szarvas
- Orosháza-Gyopárosi Gyógy- és Strandfürdő – Orosháza
- Rózsa Fürdő (Tótkomlós)

## Kulturális rendezvények
A turisták körében népszerű évenként megrendezett programok közé tartoznak a Szegedi Szabadtéri Játékok, a szentesi lecsófőző fesztivál és makói nemzetközi hagymafesztivál, a május végén tartott hajósi Orbán-napi Borünnep, valamint a júliusi bajai Halászléfőző Népünnepély.

## Termékek
- Bács-Kiskun: A megye nevezetességei a kalocsai fűszerpaprika, a kalocsai hímzés, a kiskunhalasi csipke és a kecskeméti fütyülős barackpálinka.
- Békés: termékei közé tartozik a csabai kolbász, a gyulai szalámi és a békési szilvapálinka.
- Csongrád: a jellegzetes ételek, italok közé tartozik a szegedi fűszerpaprika, a makói vöröshagyma, a Pick-szalámi valamint a Csongrádi borvidék nedűje.